# سلامة التعامل مع السلاح

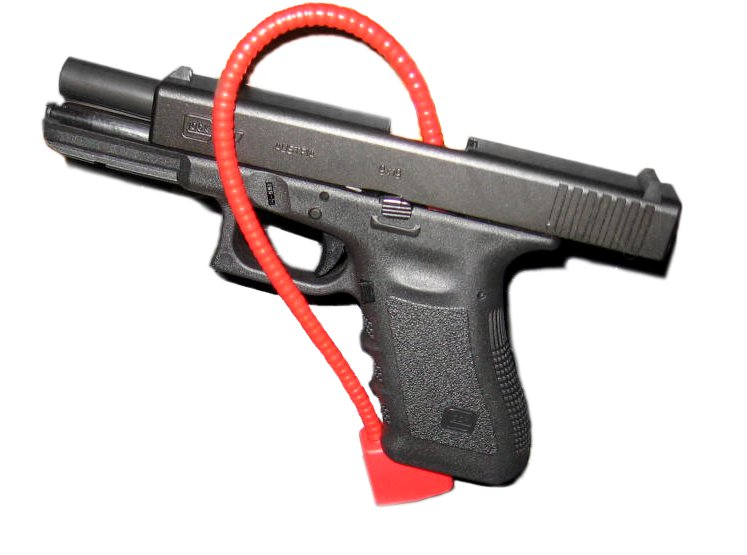
مسدس طراز غلوك عيار 9 مم 17 للنقل (أو التخزين) تأمينها مع قفل الكابل.

السلاح الناري كل سلاح يستخدم البارود لإطلاق الرصاص أو القنابل. وهو يشير بصورة عامة إلى الأسلحة النارية الفردية الخفيفة كالبنادق وبنادق الرش والمسدسات. ويطلق عليها اسم الأسلحة الصغيرة والخفيفة، أما الأسلحة الثقيلة، فيشار إليها عادة باسم الرشاشات. هنالك احتياطات الأمن والسلامة العامة عند التعامل مع السلاح والذخيرة سواءً لاستخدامات الصيد أو في السياق العسكري.

## احتياطات الامان العامة للرماية

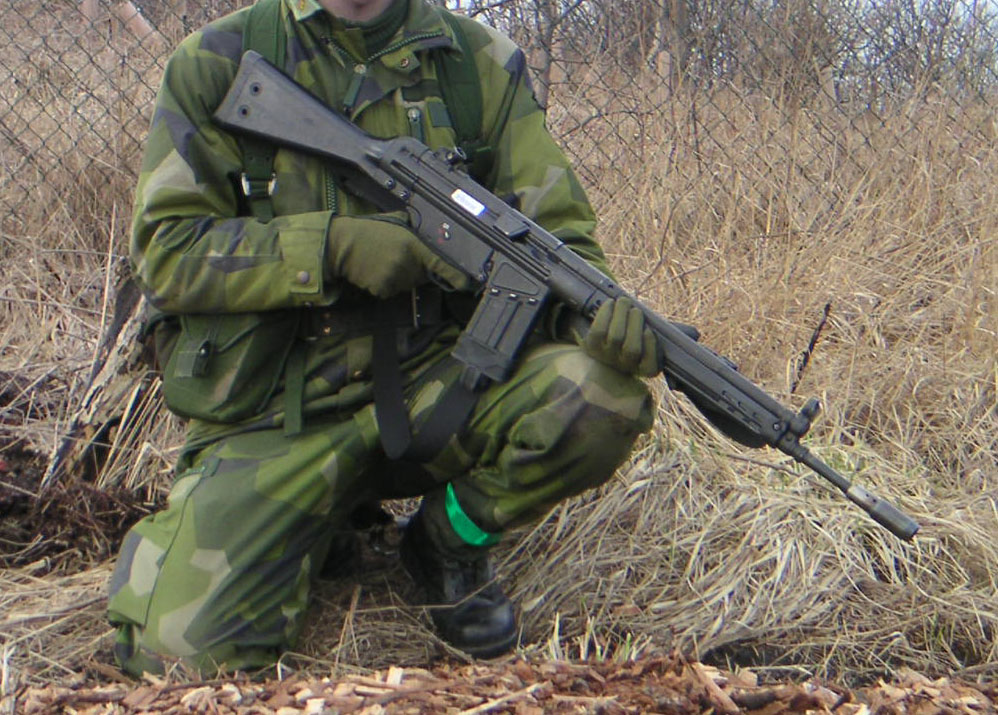
مثال على التعامل الآمن مع الأسلحة النارية. وتوجيه السلاح الناري إلى الأرض والإصبع المعالج هو خارج الزناد.

نجد أن كل الدول تضع قوانين ولوائح صارمة للتعامل مع السلاح؛ وذلك لخطورته وهي تتلخص في الأتي:
- لا تدخل إصبعك إلى قنطرة الزناد إلّا عند الجاهزية التامة.
- لا تصوب السلاح على أي شخص بقصد المزاح.
- لا تُذَخر السلاح (تلقمه بطلقة ببيت النار) إلا أثناء توجيه السلاح للهدف .
- يجب التأكد من عدم وجود أي أشخاص أو حيوانات باتجاه هدف الرماية .
- إذا كنت ترمي أهداف بقصد التدريب فيجب عليك وضع علم أحمر على يمين الهدف .
- يجب عليك التأكد من صلاحية الذخيرة وعدم إصابتها بالرطوبة أو التلف.
- أثناء تسلمك السلاح من أي شخص عليك التأكد من عدم وجود طلقات في جوفه.
- يجب تصويب السلاح إلى الأعلى دائما وعدم تصويبه على الأرض .
- عدم المزاح مع الشخص الذي على وشك الرماية .
- الأنتباه لعدم ضرب البندقية على الأرض وهي معبأه بالذخيرة.
- التأكد من عدد الطلقات التي رميت من خلال احتساب الفوارغ.
- لا تترك السلاح في متناول الأطفال .

## التخزين الصحيح للسلاح والذخيرة
- يجب عليك حفظ الذخيرة في مكان جاف.
- إذا كنت بقرب البحر عليك وضع قليل من الشحم على الذخيرة حتى تقاوم الرطوبة.
- يجب لف السلاح جيدا بقطعة قماش خشنه لتجنب أرتطامه بأي شي حاد.
- يجب تشحيم السلاح حتى لا يتعرض للرطوبه (وهذه تستخدم أثناء التخزين الطويل).
- أبعاد الذخيرة عن الحرارة العالية تجنبا لانفجارها.

### التعامل مع الأسلحة النارية كأنها محمله بالذخيرة
من الخطأ أن نعتقد بأننا حريصين وأننا مسيطرين على السلاح حتى ولو رميناه بالمقلوب! نعم هناك شباب كثيرين وأكثرهم يتعاملون مع السلاح باستهتار وكأن السلاح قطعة خشب. يرمون السلاح والذخيرة متناثرة في السيارة، يجب علينا أن نكون على قدر المسؤولية ونحترم السلاح الذي بين أيدينا ونقدر خطورته ومشاكله وتوابعها من ندم ومساءلة قانونية ليست بسهله تحكم علينا من جراء أخطائنا.
- - عدم تبادل البندقية في السيارة وهي مجهزه للرماية .
  - عدم تعبئة السلاح بالذخيرة وتركه في السيارة أو في الخيمة أثناء الرحلات.
  - يجب وضع فوهة البندقية للأسفل أثناء قيادة السيارة .
  - عدم ترك الذخيرة في السيارة لفترة طويله.
  - يجب التأكد من عدم وجود أي شخص أمام الصيدة المراد رمايتها.
  - التأكد من المدى الأخير الذي يمكن أن تصل إليه الطلقة.
  - يجب التأكد دائما من أن السلاح فارغ من الذخيرة بعد تعبئته.

## وصلات خارجية
- GunProof[وصلة مكسورة] - Website dedicated to helping gun proof children.
- LOK-IT-UP - A public awareness program encouraging the safe storage of firearms.
- Controversy over exact choice of rules for gun safety (specifically whether or not "the gun is always loaded" is an intelligent rule).
- A Review of Gun Safety Technologies National Institute of Justice
- NRA Gun Safety Rules - Also deals with issues such as eye and ear protection.
- Project ChildSafe
- - Educating parents who own, or do not own, guns about the importance of teaching gun safety.
- Canadian page about ACTS and PROVE
- Page about acquiring firearms licenses and regulations in Canada

### أفلام عن حوداث السلاح
- DEA agent accidentally discharges a weapon and wounds himself during gun safety demonstration
- Finger on trigger while tripping results in two accidental discharges
- Accidental discharge while showing off a handgun